# Яланец (Томашпольский район)
Яла́нец (укр. Яланець) — село на Украине, находится в Томашпольском районе Винницкой области.
Код КОАТУУ — 0523986801. Население по переписи 2001 года составляет 1511 человек. Почтовый индекс — 24234. Телефонный код — 4348.
Занимает площадь 4,11 км².

## Религия
В селе действует Свято-Михайловский храм Томашпольского благочиния Могилёв-Подольской епархии Украинской православной церкви.

## Адрес местного совета
24234, Винницкая область, Томашпольский р-н, с. Яланец, ул. Ленина, 2